# Gråbrunt ekfly
Gråbrunt ekfly, Dichonia convergens, är en fjärilsart som beskrevs av Michael Denis och Ignaz Schiffermüller 1775. Enligt Catalogue of Life ingår gråbrunt ekfly i släktet Dichonia  men enligt Artfakta är tillhörigheten istället släktet Griposia. Enligt båda källorna tillhör gråbrunt ekfly  och familjen nattflyn, Noctuidae. Arten är ännu inte funnen i Sverige. Inga underarter finns listade i Catalogue of Life.